# Pass Gschütt
Pass Gschütt är ett bergspass i Österrike.   Det ligger i distriktet Hallein och förbundslandet Salzburg, i den centrala delen av landet, 230 km väster om huvudstaden Wien. Pass Gschütt ligger 962 meter över havet.
Terrängen runt Pass Gschütt är bergig österut, men västerut är den kuperad.
I omgivningarna runt Pass Gschütt växer i huvudsak blandskog. Runt Pass Gschütt är det ganska tätbefolkat, med 70 invånare per kvadratkilometer.